# Turdina cuacurta
La turdina cuacurta (Gypsophila brevicaudata) és un ocell de la família dels pel·lorneids (Pellorneidae).

## Hàbitat i distribució
Habita boscos, sotabosc, sovint a zones rocoses o de ribera als turons del nord-est de l'Índia des d'Assam cap al sud fins Khasi i Cachar, Manipur i Nagaland, sud-oest de la Xina al sud-oest de Yunnan i sud-oest de Kwangsi, Myanmar (excepte el sud), nord-oest i sud-est de Tailàndia, Indoxina (excepte el centre de Laos i Cotxinxina) i Malaca